# Liste der Monuments historiques in Beuvillers (Meurthe-et-Moselle)
Die Liste der Monuments historiques in Beuvillers führt die Monuments historiques in der französischen Gemeinde Beuvillers auf.

## Liste der Objekte
| Bezeichnung                        | Beschreibung                               | Standort                                     | Kennzeichnung | Schutzstatus | Datum | Bild |
| ---------------------------------- | ------------------------------------------ | -------------------------------------------- | ------------- | ------------ | ----- | ---- |
| Skulptur Sitzende Madonna mit Kind | Kalkstein, farbig gefasst, 14. Jahrhundert | in der Kirche Assomption-de-la-Vierge (Lage) | PM54001411    | Inscrit      | 1992  |      |
| Skulptur Heiliger Sebastian        | Rüster, 17. Jahrhundert                    | in der Kirche Assomption-de-la-Vierge (Lage) | PM54001412    | Inscrit      | 2002  |      |